# César de Matos
Pour les articles homonymes, voir De Matos.
César de Matos Rodrigues est un footballeur portugais né le 22 février 1902 à Campo de Besteiros et mort à une date inconnue.

## Biographie
Il joue au CF Belenenses durant toute sa carrière.
En équipe du Portugal, il reçoit 17 capes entre 1925 et 1933. Il fait partie de l'équipe qui participe aux Jeux olympiques 1928 à Amsterdam.

## Carrière
- 1924-1935 :  CF Belenenses

## Palmarès
Avec le CF Belenenses :
- Vainqueur du Campeonato de Portugal (équivalent de la coupe du Portugal aujourd'hui) en 1927, 1929 et 1933